# Les Landes-Genusson
Les Landes-Genusson és un municipi francès situat al departament de Vendée i a la regió de País del Loira. L'any 2007 tenia 2.265 habitants.

## Demografia

### Població
El 2007 la població de fet de Les Landes-Genusson era de 2.265 persones. Hi havia 832 famílies de les quals 192 eren unipersonals (108 homes vivint sols i 84 dones vivint soles), 264 parelles sense fills, 340 parelles amb fills i 36 famílies monoparentals amb fills.
La població ha evolucionat segons el següent gràfic:
Habitants censats

### Habitatges
El 2007 hi havia 890 habitatges, 848 eren l'habitatge principal de la família, 11 eren segones residències i 31 estaven desocupats. 832 eren cases i 56 eren apartaments. Dels 848 habitatges principals, 668 estaven ocupats pels seus propietaris, 173 estaven llogats i ocupats pels llogaters i 7 estaven cedits a títol gratuït; 6 tenien una cambra, 36 en tenien dues, 92 en tenien tres, 225 en tenien quatre i 489 en tenien cinc o més. 658 habitatges disposaven pel capbaix d'una plaça de pàrquing. A 395 habitatges hi havia un automòbil i a 419 n'hi havia dos o més.

### Piràmide de població
La piràmide de població per edats i sexe el 2009 era:
| Homes | Edats   | Dones |
| ----- | ------- | ----- |
| 0     | 95 o +  | 4     |
| 4     | 90 a 94 | 4     |
| 12    | 85 a 89 | 36    |
| 8     | 80 a 84 | 28    |
| 32    | 75 a 79 | 60    |
| 24    | 70 a 74 | 24    |
| 40    | 65 a 69 | 40    |
| 64    | 60 a 64 | 32    |
| 56    | 55 a 59 | 52    |
| 80    | 50 a 54 | 80    |
| 104   | 45 a 49 | 80    |
| 56    | 40 a 44 | 68    |
| 68    | 35 a 39 | 68    |
| 84    | 30 a 34 | 48    |
| 52    | 25 a 29 | 52    |
| 64    | 20 a 24 | 56    |
| 104   | 15 a 19 | 60    |
| 80    | 10 a 14 | 60    |
| 72    | 5 a 9   | 72    |
| 44    | 0 a 4   | 40    |

## Economia
El 2007 la població en edat de treballar era de 1.448 persones, 1.122 eren actives i 326 eren inactives. De les 1.122 persones actives 1.072 estaven ocupades (621 homes i 451 dones) i 50 estaven aturades (15 homes i 35 dones). De les 326 persones inactives 151 estaven jubilades, 96 estaven estudiant i 79 estaven classificades com a «altres inactius».

### Ingressos
El 2009 a Les Landes-Genusson hi havia 946 unitats fiscals que integraven 2.343 persones, la mediana anual d'ingressos fiscals per persona era de 16.976 €.

### Activitats econòmiques
Dels 91 establiments que hi havia el 2007, 1 era d'una empresa alimentària, 3 d'empreses de fabricació de material elèctric, 6 d'empreses de fabricació d'altres productes industrials, 21 d'empreses de construcció, 17 d'empreses de comerç i reparació d'automòbils, 4 d'empreses de transport, 4 d'empreses d'hostatgeria i restauració, 2 d'empreses d'informació i comunicació, 6 d'empreses financeres, 1 d'una empresa immobiliària, 11 d'empreses de serveis, 9 d'entitats de l'administració pública i 6 d'empreses classificades com a «altres activitats de serveis».
Dels 32 establiments de servei als particulars que hi havia el 2009, 3 eren oficines bancàries, 2 funeràries, 3 tallers de reparació d'automòbils i de material agrícola, 1 autoescola, 2 paletes, 5 guixaires pintors, 4 fusteries, 4 lampisteries, 3 electricistes, 2 perruqueries, 2 restaurants i 1 saló de bellesa.
Dels 3 establiments comercials que hi havia el 2009, 1 era un supermercat, 1 una fleca i 1 una floristeria.
L'any 2000 a Les Landes-Genusson hi havia 65 explotacions agrícoles que ocupaven un total de 2.450 hectàrees.

## Equipaments sanitaris i escolars
El 2009 hi havia 1 farmàcia i 1 ambulància.
El 2009 hi havia una escola elemental.

## Poblacions més properes
El següent diagrama mostra les poblacions més properes.